# Liste der Naturdenkmale im Ennepe-Ruhr-Kreis

Ennepe-Ruhr-Kreis

Die Liste von Naturdenkmalen im Ennepe-Ruhr-Kreis ist untergliedert in:
- Liste der Naturdenkmale in Breckerfeld
- Liste der Naturdenkmale in Ennepetal
- Liste der Naturdenkmale in Gevelsberg
- Liste der Naturdenkmale in Hattingen
- Liste der Naturdenkmale in Herdecke
- Liste der Naturdenkmale in Schwelm
- Liste der Naturdenkmale in Sprockhövel
- Liste der Naturdenkmale in Wetter (Ruhr)
- Liste der Naturdenkmale in Witten

Naturdenkmale sind nach § 28 Bundesnaturschutzgesetz (BNatschG) rechtsverbindlich festgesetzte Einzelschöpfungen der Natur oder entsprechende Flächen bis zu fünf Hektar, deren besonderer Schutz erforderlich ist
1. aus wissenschaftlichen, naturgeschichtlichen oder landeskundlichen Gründen oder
2. wegen ihrer Seltenheit, Eigenart oder Schönheit.

Die Beseitigung des Naturdenkmals sowie alle Handlungen, die zu einer Zerstörung, Beschädigung oder Veränderung des Naturdenkmals führen können, sind nach Maßgabe näherer Bestimmungen verboten.
Für das Gebiet des Ennepe-Ruhr-Kreises wurden gemäß § 16 Abs. 3 Landschaftsgesetz (LG) vier Landschaftspläne aufgestellt, die das Kreisgebiet flächendeckend erfassen:
1. Landschaftsplan für Witten, Wetter, Herdecke (rechtsgültig seit 25. November 1984)[1]
2. Landschaftsplan für Breckerfeld (rechtsgültig seit 1. Juni 1990)
3. Landschaftsplan für Hattingen und Sprockhövel (rechtsgültig seit 15. August 1998)[2]
4. Landschaftsplan für Ennepetal, Gevelsberg und Schwelm (2010)[3]